# 파르네세
파르네세(이탈리아어: Farnese)는 이탈리아 라치오주 비테르보도에 위치한 코무네다. 로마로부터 북서쪽 100km, 비테르보로부터 북서쪽 35km 거리에 있다.